# Bầu cử lập pháp Nga 2007
Cuộc bầu cử lập pháp Cộng hòa Liên bang Nga 2007 diễn ra trong ngày 2 tháng 12 năm 2007 để bầu 450 đại biểu nhiệm kỳ 2008-2011 tại Duma Quốc gia.
Đây là lần đầu tiên, Duma Nga bầu cử theo cơ chế đại diện theo tỷ lệ giữa các đảng. Đây là cơ chế tuân theo một đạo luật do Tổng thống Vladimir Putin đưa ra năm 2005 nhằm tăng cường hệ thống chính trị bằng cách giảm số đảng tham gia Duma. Theo đó, một đảng muốn có đại diện trong Duma cần đạt ít nhất 7% số phiếu ủng hộ; toàn bộ 450 đại biểu được bầu theo danh sách đảng, không có đại biểu nào được bầu trực tiếp theo các khu vực bầu cử như các cuộc bầu cử Duma trước; bãi bỏ tỷ lệ tối thiểu cử tri tham gia bỏ phiếu; trong phiếu bầu, bỏ mục "Không bầu cho ứng cử viên nào".

## Các đảng tham dự
Có tổng cộng 35 đảng đăng ký tham gia cuộc bầu cử lần này nhưng chỉ có 15 đảng đủ điều kiện. Tuy nhiên, Đảng Những người yêu nước Nga (Патриоты России) và Đảng Tái lập của nước Nga (Партия возрождения России) lập liên minh tranh cử và Ủy ban bầu cử trung ương Nga từ chối cấp phép 3 đảng khác là Đảng Sinh thái Nga (còn gọi là Đảng Xanh) (Партия зеленых), Đảng Hòa bình và Hòa hợp Nga (Партия мира и единства) và Đảng Liên minh Nhân dân (Народный Союз)tham gia tranh cử vì không đủ chữ ký ủng hộ hoặc có nhiều chữ ký giả mạo.
11 đảng còn lại được phép tham gia tranh cử gồm:
1. Đảng Nông nghiệp Nga (Аграрная Партия России)
2. Sức mạnh Công dân (Гражданская сила)
3. Đảng Dân chủ Nga (Демократическая Партия России)
4. Đảng Cộng sản Liên bang Nga (Коммунистическая партия Российской Федерации)
5. Liên minh các lực lượng cánh hữu (Сою́з Пра́вых Сил)
6. Đảng Công bằng Xã hội Nga (Российская партия справедливости)
7. Đảng Dân chủ Tự do Nga (Либерально-Демократическая Партия России)
8. Nước Nga Công bằng (Справедли́вая Росси́я: Ро́дина/Пенсионе́ры/Жизнь)
9. Liên mình Đảng Những người yêu nước Nga–Đảng Tái lập của nước Nga (Патриоты России - Партия возрождения России)
10. Đảng Nước Nga Thống nhất (Единая Россия)
11. Yabloko (Российская демократическая партия "Яблоко")

## Kết quả
Với 98% số phiếu được kiểm, kết quả tạm thời cho thấy Đảng Nước Nga Thống nhất gần như chắc chắn giành thắng lợi với 64,1% số phiếu ủng hộ. Đảng Cộng sản Liên bang Nga (11,6%), Đảng Dân chủ Tự do Nga (8,2%) và Đảng Nước Nga Công bằng (7,8%) cũng giành quyền tham gia Duma.